# Euphorbia micromera
Euphorbia micromera är en törelväxtart som beskrevs av Pierre Edmond Boissier och Georg George Engelmann. Euphorbia micromera ingår i släktet törlar, och familjen törelväxter. Inga underarter finns listade i Catalogue of Life.

## Bildgalleri

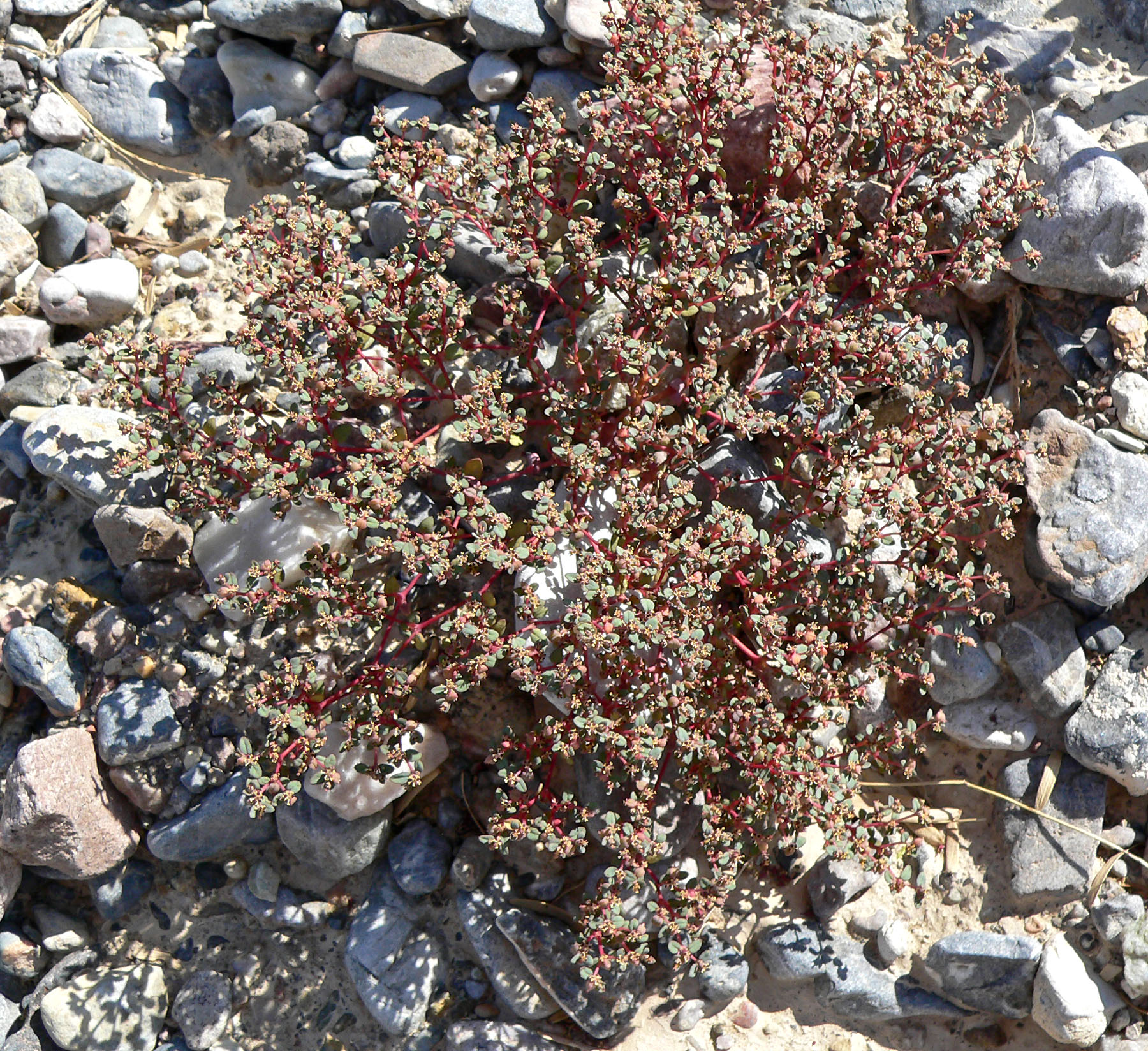
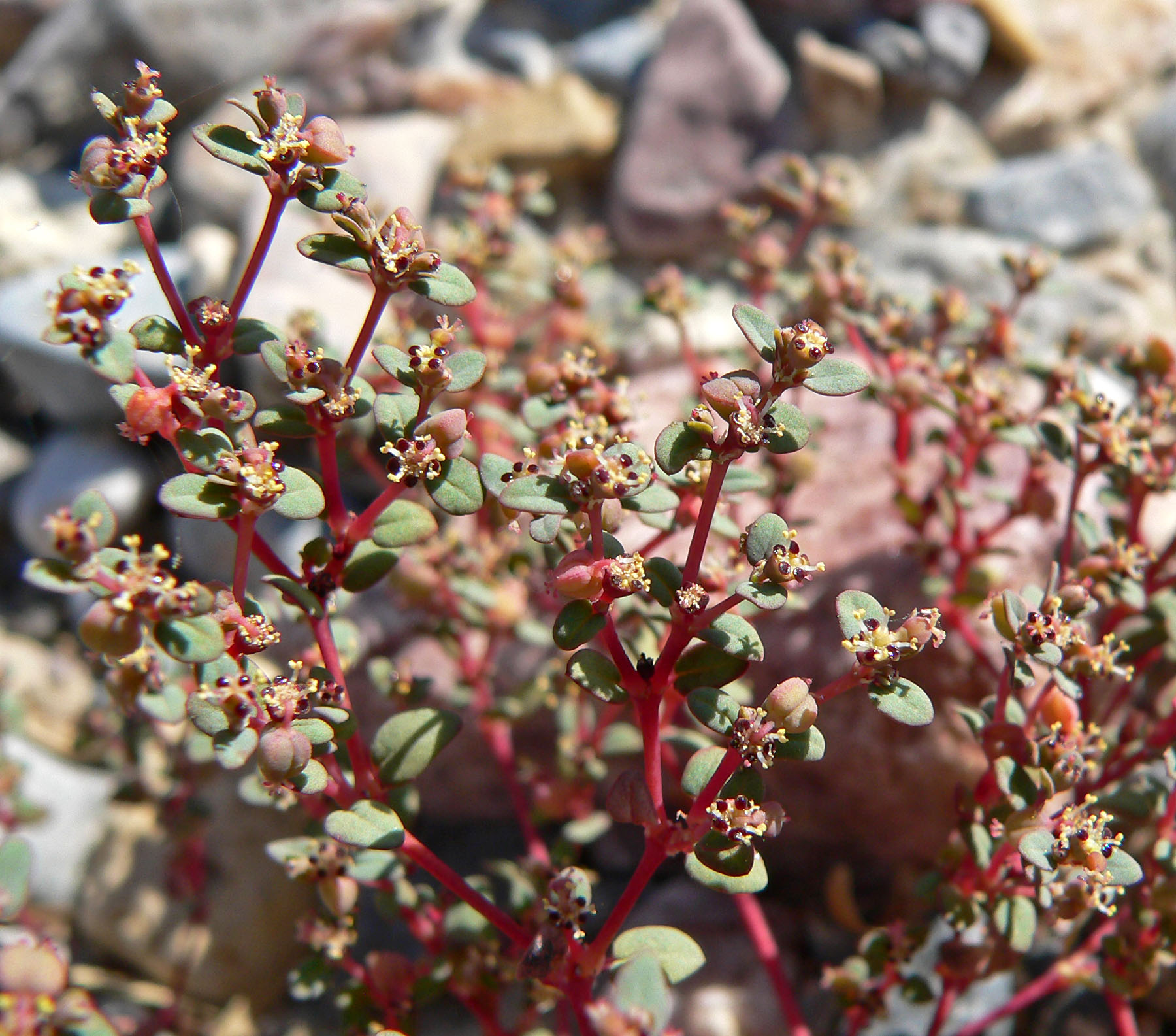
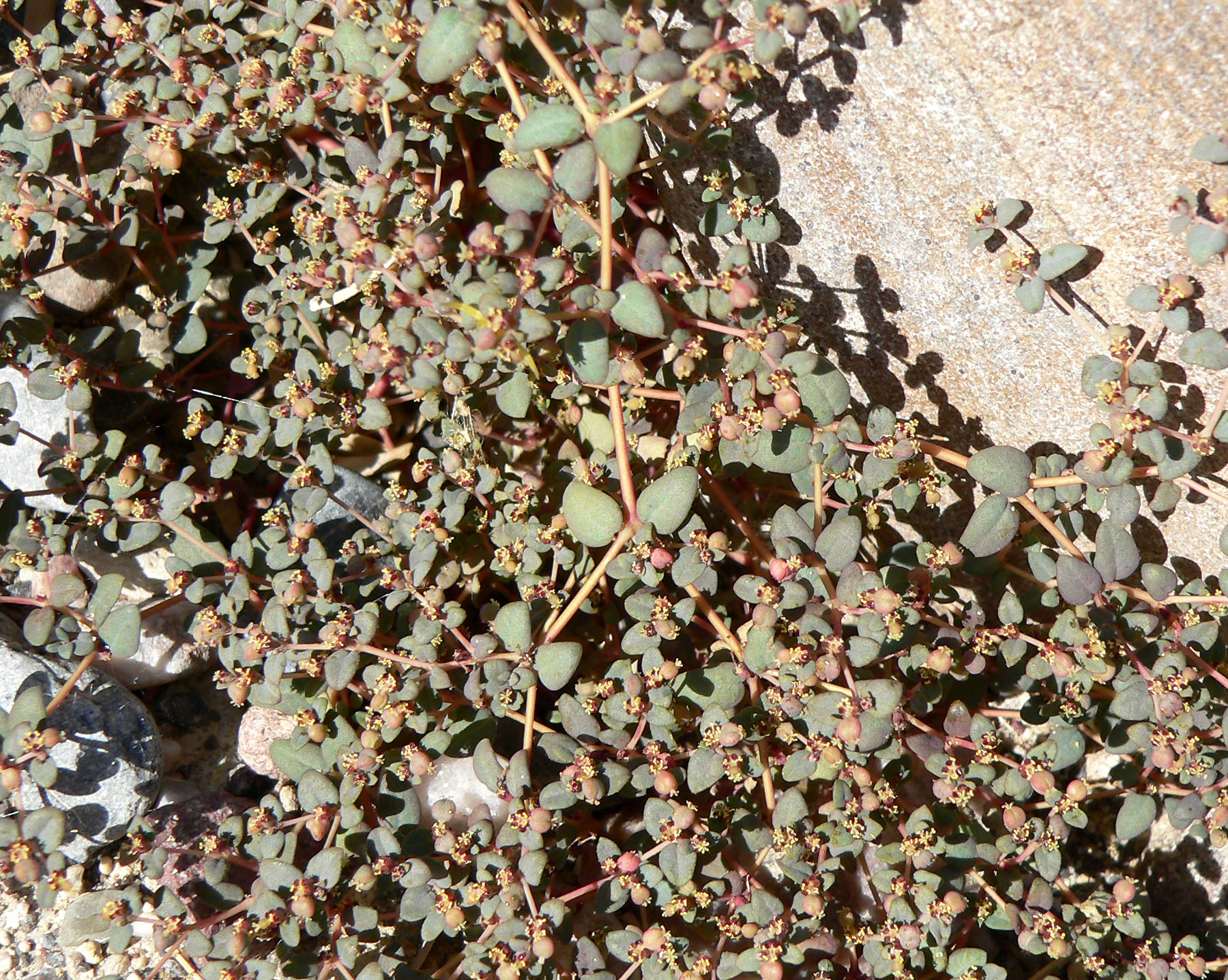
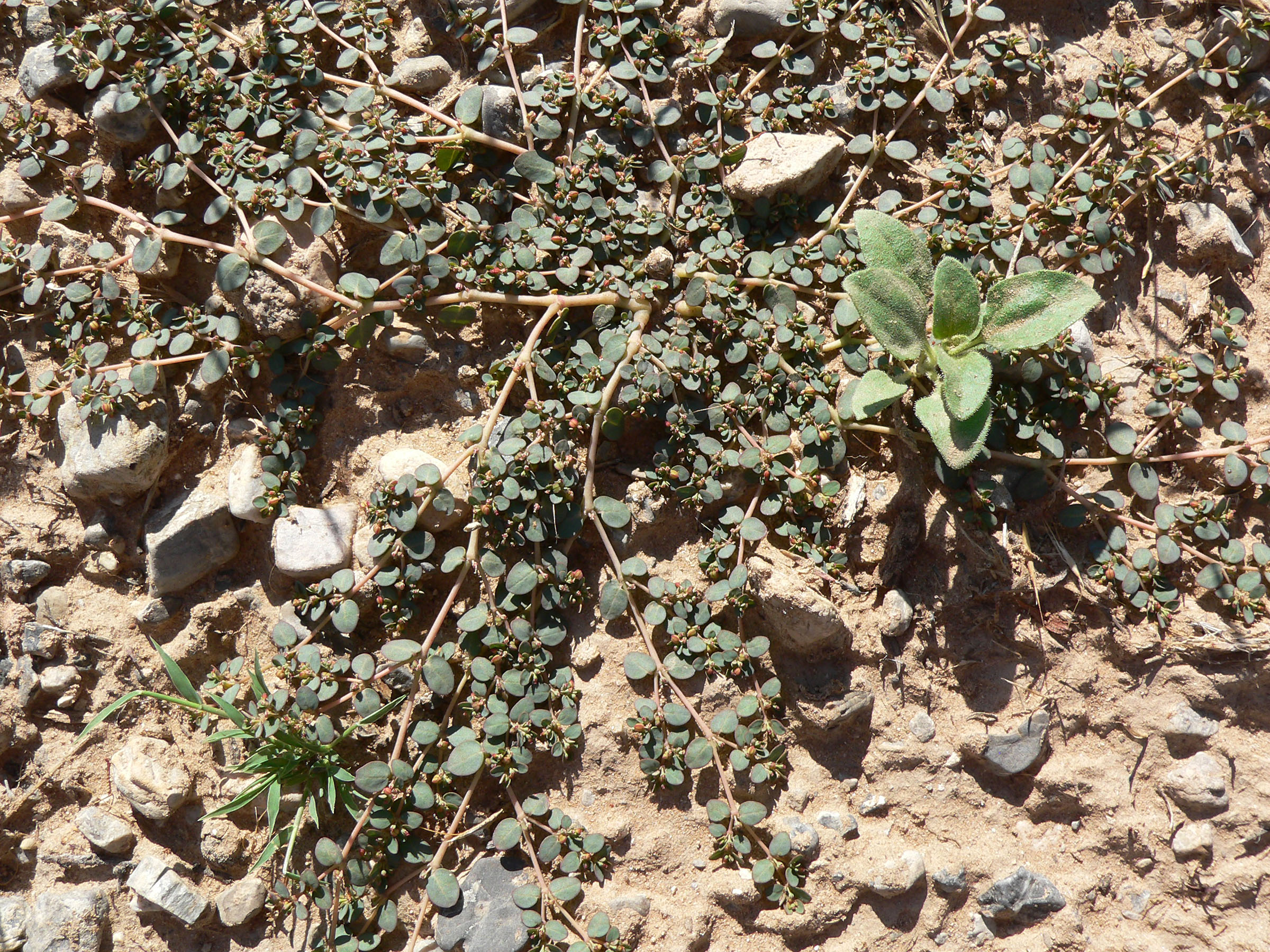
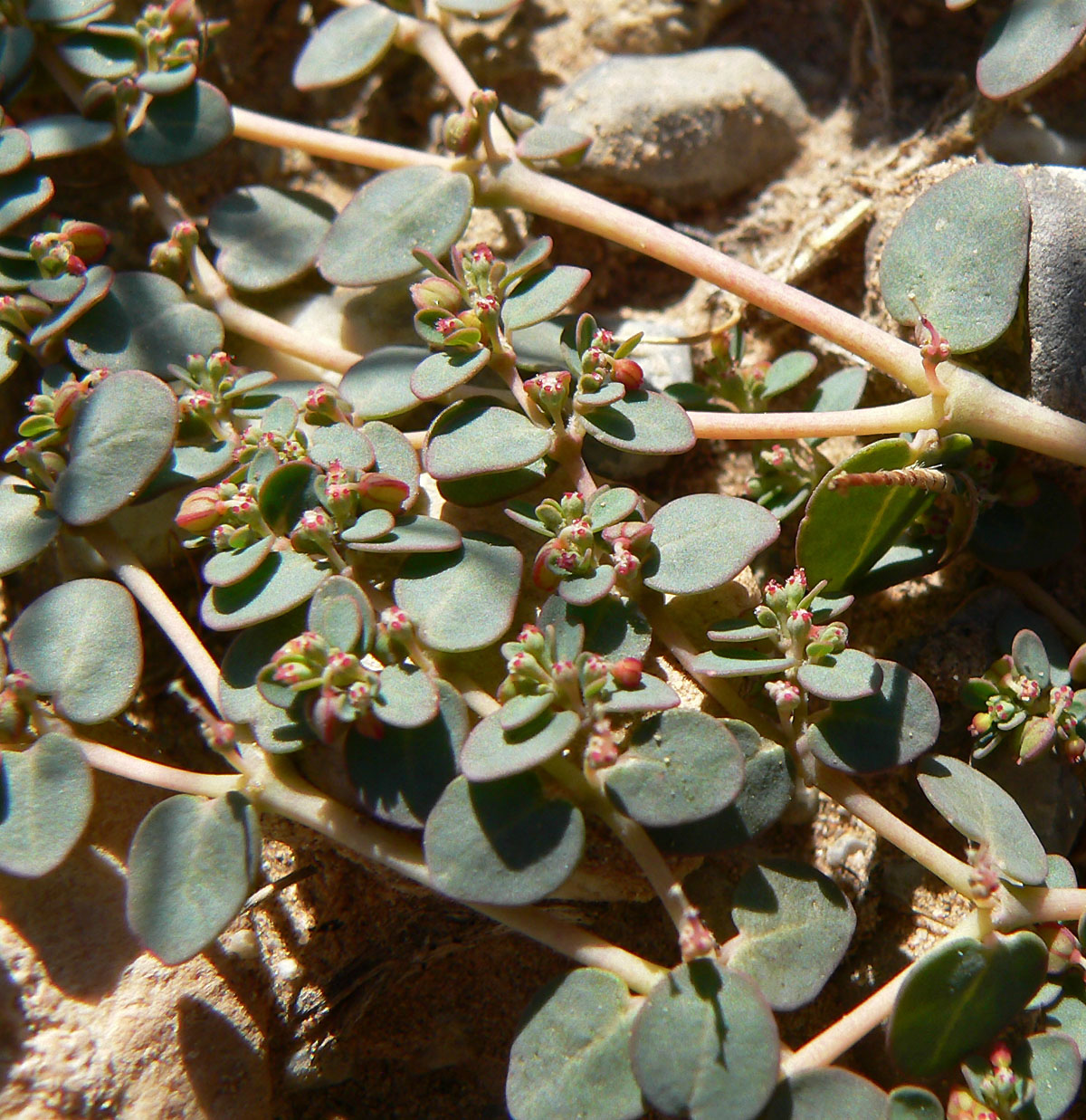
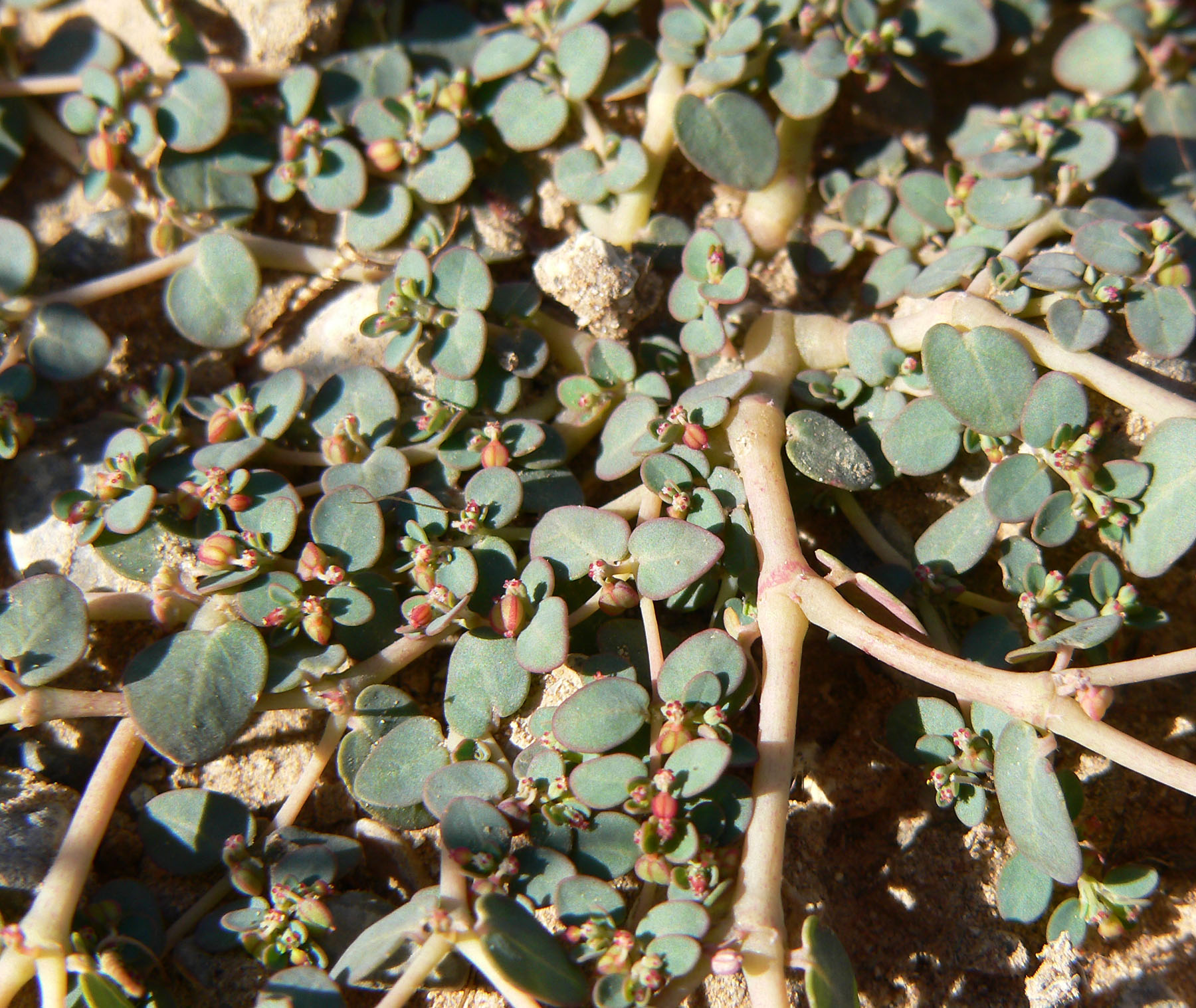